# Опатовиці (Нижньосілезьке воєводство)
Опатовиці (пол. Opatowice, нім. Ottwitz) — село в Польщі, у гміні Борув Стшелінського повіту Нижньосілезького воєводства.
Населення — 90 осіб (2011).
У 1975-1998 роках село належало до Вроцлавського воєводства.

## Демографія
Демографічна структура станом на 31 березня 2011 року:
|          | Загалом | Допрацездатний вік | Працездатний вік | Постпрацездатний вік |
| -------- | ------- | ------------------ | ---------------- | -------------------- |
| Чоловіки | 44      | 8                  | 32               | 4                    |
| Жінки    | 46      | 9                  | 26               | 11                   |
| Разом    | 90      | 17                 | 58               | 15                   |